# Филип Брковић
Др Филип Брковић (Београд, 17. децембра 1986. – Брисел, 29. јануар 2016.) је био научни истраживач, најмлађи дипломац Универзитета у Београду, добитник многобројних награда и стипендија. У његову част, Факултет политичких наука, Студентски парламент Факултета политичких наука, породица Брковић и Центар за друштвени дијалог и регионалне иницијативе установили су годишњу награду „Др Филип Брковић” која се додељује за пружање доприноса развоју положаја студената на Факултету, као и унапређењу квалитета академског живота. Филип је преминуо изненада, од ентеро вируса. За собом је оставио супругу Катарину и сина Михаила.

## Детињство
Одрастао је у породици мајке Јелене и оца Ива Брковића, заједно са сестром Дијаном. Био је ученик Огледне основне школе „Владислав Рибникар“, освајао је бројне награде на такмичењима из математике, физике, хемије и српског језика, а од 1993. до 2001. године је похађао и нижу и средњу Музичку школу „Стеван Ст. Мокрањац“ – одсек виолина. Године 2001. уписује Трећу београдску гимназију, док је од 2003. до 2005. године похађао и соло певање у музичкој школи „Корнелије Станковић“.

## Активизам
Године 2003. водио је оснивање првог Ђачког парламента и спровео више од 50 различитих пројеката као што су хуманитарне акције за помоћ деци без родитеља, избеглицама са Косова и Метохије, Институту за онкологију и радиологију Србије, а организовао је и тренинге за младе лидере у средњим школама широм Србије и многобројне музичке и мултимедијалне догађаје. Био је један од оснивача и чланова Управног одбора Уније средњошколаца Србије. Са те позиције је био и један од предлагача Закона о изменама и допунама закона о основама система образовања и васпитања којим је предлаган бољи статус Ђачких парламената у образовном систему. Од 2002. до 2006. био је члан Европског парламента младих захваљујући чему је учествовао у доношењу многих резолуција кључних како за унапређење статуса младих на регионалном и европском нивоу. Након што је уписао Факултет политичких наука, био је један од оснивача и први председник студентске организације Тимска иницијатива младих. Током студија је, између осталог, покренуо акцију за конституисање Студентског парламента Факултета политичких наука 27. марта 2007. године, а организовао је и „Први Семинар студената факултета политичких наука“, данас Регионални семинар политиколога, као сусрет студената политичких наука у региону.
Крајем 2007. године постаје координатор Коалиције младих Србије (КМС), која је окупљала пет омладинских организација у Србији: Омладински савез Војводине, Савез извиђача Србије, Младе истраживаче Србије, Омладину ЈАЗАС и Омладински програм Грађанских иницијатива. Ово удружено деловање је директно довело до формирања Министарства омладине и спорта Републике Србије. Такође, био је иницијатор окупљања близу 100 представника омладинских организација широм Србије и тадашње министарке омладине и спорта, Снежане Самарџић-Марковић, што је директно утицало на обликовање Националне стратегије младих.

## Академска достигнућа
Године 2007. покренуо је процес убрзаног студирања на Факултету, чиме је у року од 3 године дипломирао, а одмах затим је наставио са мастер студијама Политичке аналитике и менаџмента који је завршио за осам месеци. У октобру 2009. године одлази на Мастер студије развоја на Кембриџ универзитету, као стипендиста Кембриџ универзитета и британске владе. Био је члан организационог секретаријата 28. Међународног симпозијума о економском криминалу Кембриџ универзитета 2010. године. У јуну, 2010. године је са MPhil тезом „Глобално цивилно друштво и глобалне институције развоја“ успешно завршио студије на Кембриџу.
Године 2011. као стипендиста „Заједничког Ерасмус Мундус Докторског програма Европске комисије – Глобализација, ЕУ и мултилатерализам“ уписује дупле докторске студије из међународне политичке економије на Универзитету Ворик и Слободном универзитету Брисела. Био је више пута предавач на неколико мастер студија у Србији, али и на ИТАМ универзитету у Мексику и у Сенату Републике Мексико 2013. године. Реализовао је више студентских путовања у Сједињене Мексичке Државе 2013. године и Народну Републику Кину 2014. године. Поред тога, боравио је у Уједињеном Краљевству и Краљевини Белгији од 2011. до 2016. године. Постао је доктор наука са 28. година одбранивши докторску дисертацију о „Процени могућности даљег укључивања економија са средње-вишим дохотком у систем праведне трговине (Fairtrade) – Студија случаја: Србија“.

## Стипендије и награде
Био је добитник бројних стипедија и награда:
- стипендије Општине Савски венац 2009., 2010. и 2011. године
- стипендије Кембриџ универзитета и британске владе у 2009. години
- стипендије Европске комисије за докторске студије 2011-2014
- “Награде четрдесет младих лидера Србије” која му је додељена од стране Канцеларије председника Србије 2009. године
- “Награде Фонда за младе таленте МОС РС – Доситеја”, додељена 2008.,2009., 2011., 2012., 2013. и 2014. године.